# Área micropolitana de Lebanon (Nuevo Hampshire)
El área micropolitana de Lebanon,  y oficialmente como Área Estadística Micropolitana de Lebanon, NH-VT μSA  por la Oficina de Administración y Presupuesto, es un Área Estadística Micropolitana centrada en la ciudad de Lebanon en el estado estadounidense de Nuevo Hampshire. El área micropolitana tenía una población en el Censo de 2010 de 174.724 habitantes, convirtiéndola en la 6.º área metropolitana más poblada de los Estados Unidos. El área micropolitana de Lebanon comprende los condados de Grafton, Windsor y Orange, siendo Lebanon la ciudad más poblada.

## Composición del área micropolitana

### Condado de Grafton
| - Alexandria - Ashland - Bath - Benton - Bethlehem - Bridgewater - Bristol - Campton - Canaan | - Dorchester - Easton - Ellsworth - Enfield - Franconia - Grafton - Groton - Hanover - Haverhill | - Hebron - Holderness - Landaff - Lebanon* - Lincoln - Lisbon - Littleton - Livermore** - Lyman | - Lyme - Monroe - Orange - Orford - Piermont - Plymouth - Rumney - Sugar Hill - Thornton | - Warren - Waterville Valley - Wentworth - Woodstock - Woodsville*** |

### Condado de Windsor
Pueblos
Andover |
Baltimore |
Barnard |
Bethel |
Bridgewater |
Cavendish |
Chester |
Hartford |
Hartland |
Ludlow |
Norwich |
Plymouth |
Pomfret |
Reading |
Rochester |
Royalton |
Sharon |
Springfield |
Stockbridge |
Weathersfield |
West Windsor |
Weston |
Windsor |
Woodstock 
Villas
Ludlow |
Perkinsville |
Woodstock 
Lugares designados por el censo
Ascutney |
Bethel |
Cavendish |
Chester-Chester Depot |
Hartland |
Norwich |
North Hartland |
North Springfield |
Proctorsville |
Quechee |
South Royalton |
Springfield |
White River Junction |
Wilder |
Windsor

### Condado de Orange
Pueblos
Bradford |
Braintree |
Brookfield |
Chelsea |
Corinth |
Fairlee |
Newbury |
Orange |
Randolph |
Strafford |
Thetford |
Topsham |
Tunbridge |
Vershire |
Washington |
West Fairlee |
Williamstown 
Villas
Newbury |
Wells River 
Lugar designado por el censo
Bradford | 
Fairlee |
Randolph |
Williamstown
Área no incorporada
Post Mills 